# Sam Drukker
Sam Drukker (Goes, 20 november 1957) is een Nederlands kunstschilder en tekenaar.

## Leven en werk
Drukker groeide op in Assen. Hij studeerde aan Academie Minerva (1977-1982) in de stad Groningen, waar hij les had van onder meer Matthijs Röling. Hij volgde daarnaast de Lerarenopleiding Ubbo Emmius (1978-1984) in Groningen. Naast zijn werk als autonoom kunstenaar begeleidt Sam Drukker sinds 1990 eindexamenstudenten aan de Wackers Academie in Amsterdam en geeft hij met regelmaat masterclasses en lezingen.
Drukker woonde en werkte na zijn studie in Parijs (1984-1985) en Amsterdam en woonde daarna afwisselend in Barcelona en Amsterdam. Drukker wordt als schilder gerekend tot de vierde generatie van De Groep en de onafhankelijk realisten. Hij was medeoprichter van "Het Nederlands Portretschap" (1991).
Voor Assen maakte Drukker in 1990 een Joods monument. Hij beeldde zichzelf af op het monument als een hurkende man zonder gebedskleed. 
Tussen 2012 en 2014 schilderde Drukker tien Joodse mannen die volwassen waren tijdens de Tweede Wereldoorlog. In de periode dat hij deze mannen portretteerde waren zij in de leeftijd tussen de 83 en 103 jaar. De tien Minje schilderijen en achttien voorstudies op papier werden in 2014 tentoongesteld in het Kunstkabinet van het Joods Historisch Museum in Amsterdam. Het Minje-project was daarna te zien in museum BAC in Zwitserland, Pictura in Groningen en in Museum Sjoel Elburg.
Op 18 juni 2022 werd aan de Universiteit van Amsterdam (UvA) een eendaags symposium georganiseerd ter nagedachtenis aan prof. dr. Aïda Paalman-de Miranda (1936-2020). Ter gelegenheid van de lancering van het Aïda Paalman-de Miranda Fonds maakte Drukker een postuum portret van Ietje Paalman de Miranda, dat een plaats kreeg in de aula van de UvA.

## Publicaties
- 1988 - In 't Sjoelportaal met Herman Verbeek, Boekmakerij Luyten, Aalsmeer
- 1995 - Sam Drukker, Overzichtswerk, Stichting Warempel, Amsterdam
- 1997 - Voor het nageslacht, met tekst van Arnon Grunberg, i.s.m. Joods Historisch Museum, Steendrukkerij Amsterdam
- 1997 - Dit is mooi en dat is niet mooi!, Joseph Plateau, Amsterdam
- 1998 - Zanger op de heuvel, met Herman Verbeek, Boekmakerij Luyten, Aalsmeer
- 1999 - Dames en Heren!, tentoonstellingscatalogus Drents Museum, Uitgeverij Waanders, Zwolle
- 2003 - Het allermooiste en het allerlelijkste, documentaire over werk en leven van Sam Drukker, Visible TV, Amsterdam
- 2004 - Verzameld werk, uit eigen collectie, Rabobank
- 2007 - Portraits, Galeria Mito, Barcelona
- 2007 - Drie gedichten, met tekst van Anna Enquist, Uitgeverij 69, Hilversum
- 2007 - 8 x staand, 8 x liggend, litho's met aquarel, Steendrukkerij Amsterdam
- 2009 - Getekende liefde, Uitgeverij Waanders, Zwolle
- 2011 - Een dunne huid, tentoonstellingscatalogus Museum Flehite, Amersfoort, WBOOKS, Zwolle
- 2013 - East Bergholt, met tekst van Marcel Moring, uitgeverij de Bezige Bij, Amsterdam
- 2014 - Minje/Minyan, tentoonstellingsboek Joods Historisch Museum, Uitgeverij Waanders, Zwolle
- 2019 - Natan, tekst Mirjam Rotenstreich, Statenhofpers, Den Haag
- 2021 - Assen in inkt, een wandeling met Sam Drukker, Uitgeverij Koninklijke van Gorcum, Assen
- 2021 - zesdelige podcastserie met Jeroen Steinmetz, Quirijn Vos, Thyrza
- 2021 - Onderweg, tentoonstellingscatalogus Museum Jan Amstelveen, Uitgeverij Waanders, Zwolle
- 2024 - The Way I Read It, zoals ik het lees, tekst Billy Collins, vertaling Harrie Jonkman, Statenhofpers, Den Haag

## Afbeeldingen

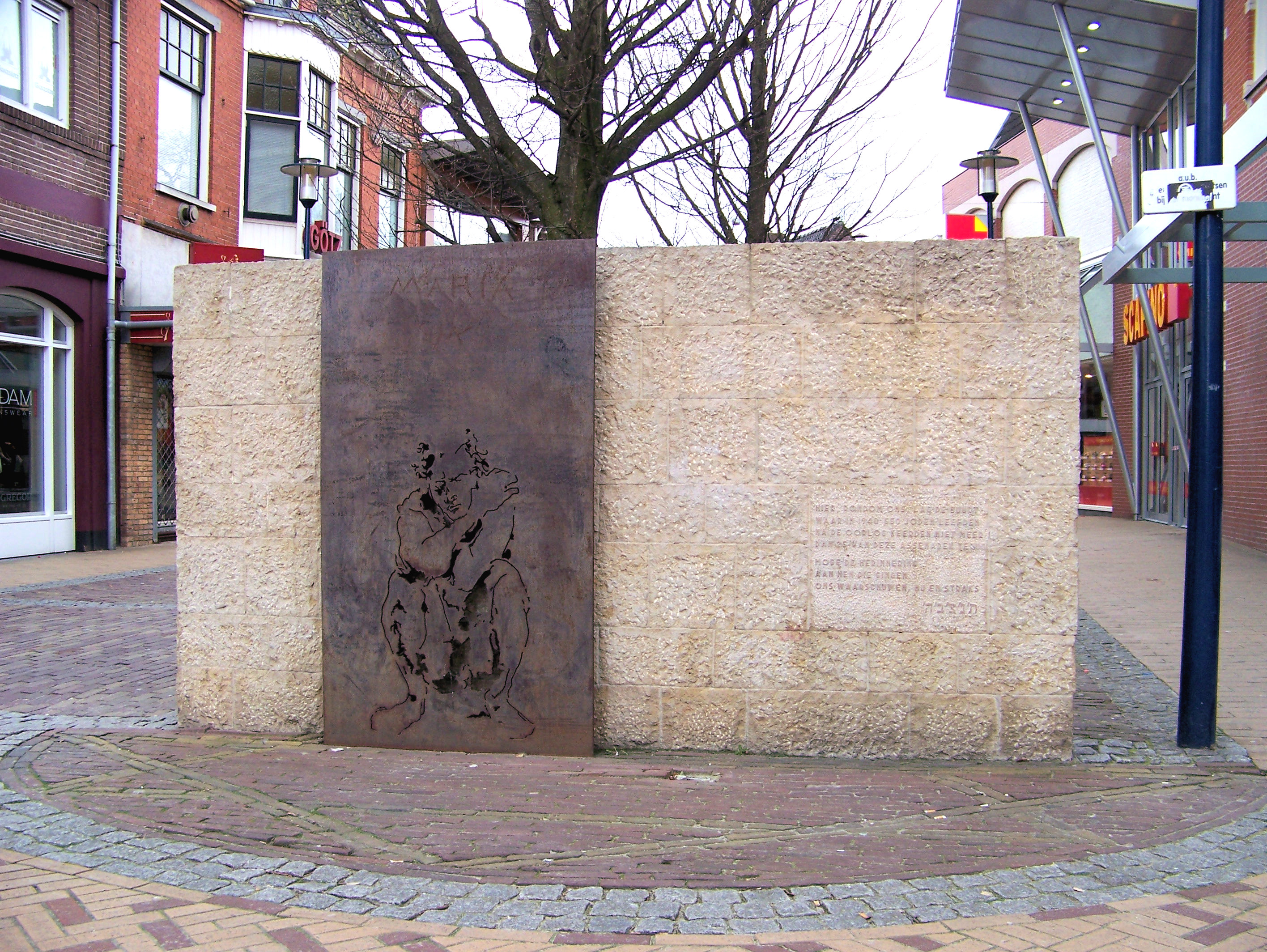
Joods monument (1990), Assen
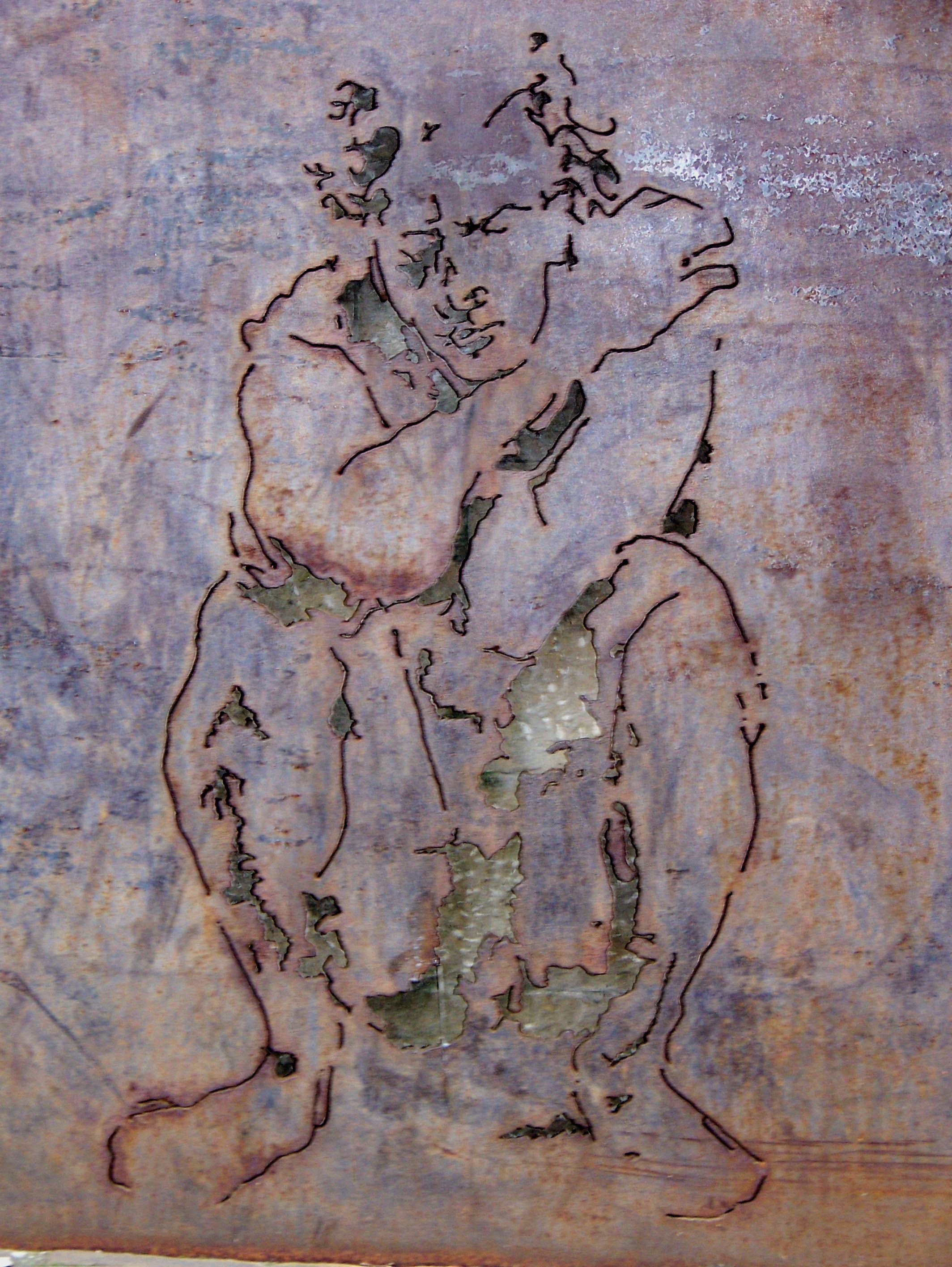
Zelfportret (1990), detail Joods monument, Assen

## Werk in openbare collecties (selectie)
- Joods Museum, Amsterdam[3]
- Rijksmuseum Amsterdam,[4]
- Drents Museum, Assen
- LAM museum, Lisse
- Museum Flehite, Amersfoort
- Historisch Museum De Bevelanden, Goes
- Museu Europeu d'Art Modern, Barcelona
- Museum BAC, Roggwil Zwitserland
- Ministerie van OCW, Den Haag
- Ministerie van Landbouw, Den Haag
- Museum Sjoel Elburg
- Gemeente Assen
- Fentener van Vlissingen Art Foundation, Zeist
- Gemeente Zaanstad
- Universiteit van Amsterdam
- Universiteit van Groningen
- Stadsschouwburg Amsterdam
- Gasunie Groningen
- ING Amsterdam
- Museum van Loon, Amsterdam
- Stedelijk Museum, Breda
- Groninger Museum